# King of the Hill
King of the Hill, även kallad Hemma hos Hill på svenska, är en amerikansk animerad TV-serie skapad av Mike Judge och Greg Daniels, som visades mellan den 12 januari 1997 och 13 september 2009 på FOX i USA och senare på TV6 i Sverige. Den handlar om familjen Hill, en liten metodistisk småstadsfamilj i Arlen, Texas. Serien har ett verklighetsbaserat synsätt och hittar sin humor i vardagliga delar av livet. 
Judge och Daniels skapade serien efter en körning med Judges Beavis and Butt-head på MTV. Serien debuterade på Fox den 12 januari 1997 och blev tidigt en succé. TV-showen har blivit en av FOX:s äldsta serier, och den näst äldsta amerikanska tecknade serien, bara slagen av The Simpsons, och den tredje längsta tecknade serien, efter The Simpsons och Family Guy. År 2007 utsågs den av Time Magazine till en av de 100 största TV-serierna genom tiderna. Öppningsmusiken är skriven och framförd av den amerikansk musikgruppen The Refreshments. 
King of the Hill har vunnit två Emmy Awards och har nominerats till sju sedan starten.